# Reclamare
Reclamare è un termine che nell'ippica si usa per indicare una categoria di gare di corse al galoppo. 
Le corse a Reclamare insieme a quelle a Vendere, rappresentano le categorie più basse delle corse al galoppo.

Vi partecipano quindi cavalli di modesta o modestissima qualità, che nell'ultimo periodo non hanno colto vittorie e/o piazzamenti rilevanti, o cavalli all'inizio di carriera, che per forza di cose non hanno ancora potuto esprimere il loro eventuale maggior livello.
Nelle corse a reclamare, tutti i cavalli dopo la corsa possono venire acquistati, tramite appunto procedura di Reclamazione; nelle corse a vendere invece il vincitore - o i vincitori - vengono messi all'asta, e solo gli altri possono essere acquistati tramite reclamazione.

## Altre categorie di corse al galoppo
- Vendere
- Handicap
- Condizionata
- Listed
- Gruppo